# Tyler Morton
Tyler Scott Morton (Wallasey, 31 ottobre 2002) è un calciatore inglese, centrocampista dell'Olympique Lione.

## Carriera

### Club
Morton è entrato a far parte del settore giovanile del Liverpool nel 2009, dopo aver rifiutato un'offerta dell'Everton. Il 21 gennaio 2021 ha firmato il rinnovo del contratto a lunga durata con i Reds.
Nell'estate del 2021 è stato convocato per la tournée estiva ed il 21 settembre ha debuttato in prima squadra nell'incontro di EFL Cup vinto 3-0 contro il Norwich City. Il 20 novembre successivo ha esordito in Premier League nel successo casalingo per 4-0 contro l'Arsenal e quattro giorni dopo ha giocato da titolare l'incontro della fase a gironi di Champions League contro il Porto.
Il 1º agosto 2022 è stato ceduto in prestito al Blackburn Rovers per una stagione. Ha debuttato il 6 agosto nell'incontro di Championship vinto 3-0 contro lo Swansea City. Divenuto titolare in poco tempo, in totale ha collezionato 46 partite nella stagione 2022-2023.
Il 1º settembre 2023 è stato nuovamente prestato, questa volta all'Hull City.
Nella stagione 2024-2025 ha giocato al Liverpool, con cui ha disputato una partita in FA Cup, 3 partite in Coppa di Lega e 3 partite in Champions League.
Il 5 agosto 2025 si trasferisce in Francia, all'Olympique Lione, per 15 milioni di sterline + il 20% sulla futura rivendita.

### Nazionale
Ha giocato nella nazionale inglese Under-20.
Nel 2025 partecipa agli Europei Under-21.

## Statistiche

### Presenze e reti nei club
Statistiche aggiornate al 16 novembre 2023.
| Stagione        | Squadra          | Campionato      | Campionato | Campionato | Coppe nazionali | Coppe nazionali | Coppe nazionali | Coppe continentali | Coppe continentali | Coppe continentali | Altre coppe | Altre coppe | Altre coppe | Totale | Totale | Totale |
| Stagione        | Squadra          | Comp            | Pres       | Reti       | Comp            | Pres            | Reti            | Comp               | Pres               | Reti               | Comp        | Pres        | Reti        | Pres   | Reti   |        |
| --------------- | ---------------- | --------------- | ---------- | ---------- | --------------- | --------------- | --------------- | ------------------ | ------------------ | ------------------ | ----------- | ----------- | ----------- | ------ | ------ | ------ |
| 2021-2022       | Liverpool        | PL              | 2          | 0          | FACup+CdL       | 2+3             | 0               | UCL                | 2                  | 0                  |             | -           | -           | 9      | 0      |        |
| 2022-2023       | Blackburn Rovers | FLC             | 40         | 0          | FACup+CdL       | 4+2             | 0               |                    | -                  | -                  |             | -           | -           | 46     | 0      |        |
| 2023-2024       | Hull City        | FLC             | 10         | 0          | FACup+CdL       | 0               | 0               |                    | -                  | -                  |             | -           | -           | 10     | 0      |        |
| Totale carriera | Totale carriera  | Totale carriera | 52         | 0          |                 | 11              | 0               |                    | 2                  | 0                  |             | -           | -           | 65     | 0      |        |

## Palmarès

### Nazionale
- Campionato d'Europa Under-21: 1

Slovacchia 2025